# Josef Miller (Politiker, 1883)
Josef (Sepp) Miller (* 27. August 1883 in Scheppach; † 24. März 1964 in Berlin) war ein deutscher Politiker (KPD).

## Leben
Miller entstammte einer katholischen Kleinbauernfamilie. Er besuchte von 1889 bis 1896 die Volksschule in Scheppach, danach eine Fortbildungsschule und dann die Abendschule. Von 1897 bis 1900 erlernte Miller das Schlosserhandwerk in Augsburg. Anschließend ging er auf Wanderschaft, um sich danach in Bremen niederzulassen, wo er an verschiedenen Werften arbeitete. 1907 schloss er sich der Sozialdemokratischen Partei Deutschlands (SPD) an. Im selben Jahr trat er in die Gewerkschaft ein. 1912 legte er die Meisterprüfung ab. 1913 wurde er nach einem Werftarbeiterstreik entlassen. Während des Ersten Weltkrieges war er wieder auf einer Bremer Werft, der AG Weser tätig.
In Bremen heiratete er Wilhelmine Minna Ruth (* 31. März 1888 in Langendiebach; † 3. April 1963 in Burgdorf), mit der er zwei Kinder hatte: Hanna (1908–1995) und Lorenz (* 1918), der im Zweiten Weltkrieg am 22. Dezember 1939 fiel. Seine Tochter Hanna (verh. Elling) arbeitete in einer Berliner Widerstandsgruppe und wurde 1933/34 im KZ Moringen interniert; sie verarbeitete dies in einem Buch Frauen im Deutschen Widerstand, 1933–1945 zu dieser Thematik. Von Wilhelmine Minna Ruth ließ Miller sich später wieder scheiden.
Seit Ende 1918 gehörte Miller der Kommunistischen Partei Deutschlands (KPD) an. Nachdem er sich in der kurzlebigen Bremer Räterepublik engagiert hatte, zog er im März 1919 in die Bremer Nationalversammlung und ab 1920 in die Bremer Bürgerschaft ein, der er bis 1923 – seit 1921 als Fraktionsvorsitzender – angehörte. Als Leiter des Metallarbeiterverbandes in Bremen wurde er hauptamtlicher Gewerkschaftssekretär und amtierte von 1920 bis 1921 nach Karl Jannack als Ortssekretär der KPD in Bremen. 1921 übernahm er den Sekretärsposten für den Bezirk Niedersachsen. Parallel dazu fungierte er als Leiter der Arbeiterpresse in Hannover. Auf dem Leipziger Parteitag der KPD von 1923 wurde er zum Mitglied im Zentralausschuss gewählt. Im selben Jahr trat er in den Zentralverband der Angestellten ein.
Nach dem Parteiausschluss der Gruppe um Iwan Katz war Miller der führende KPD-Funktionär in Niedersachsen. Dementsprechend rückte er auch in die Funktion des Fraktionsführers der Kommunisten in der Stadtverordnetenversammlung von Hannover auf. Außerdem wurde er Mitglied im Provinziallandtag und war seit 1923 im Zentralverband der Angestellten tätig. Vom Spätherbst 1923 bis zum März 1924 wurde Miller aufgrund seiner politischen Tätigkeit vier Monate lang in Schutzhaft genommen, die er im Munster verbrachte.
Von 1928 bis 1930 gehörte Miller als Abgeordneter des Wahlkreises 16 (Südhannover-Braunschweig) dem Berliner Reichstag an. Während des großen Kursstreits seiner Partei 1928/29 schloss Miller sich der Gruppe der Versöhnler an und bekämpfte die Linie des ZKs. Im Frühjahr 1930 gab er seinen Widerstand auf und übernahm den Posten des Sekretärs im Zentralsekretariat der Roten Hilfe Deutschlands (RHD). 1932 wurde er Organisationsleiter der RHD. Außerdem wurde er Mitglied des Präsidiums der IRH.
Im Juli 1933 ging Miller in die Emigration. Zunächst lebte er vier Monate als IRH-Instrukteur in Großbritannien, danach von Dezember 1933 bis April 1934 in Wien. Anschließend war er für drei Monate in den Niederlanden tätig, bevor er die Leitung der RHD in den Metropolen Paris und Prag ausübte. In Paris arbeitete er mit seiner Nichte Charlotte Luise Therese Miller (* 3. Oktober 1910 in Berlin; † 22. Oktober 2005 ebd.) zusammen, die er dann auch heiratete, nachdem er sich hatte scheiden lassen; diese Ehe blieb – wohl wegen der engen familiären Bindung – kinderlos. Sie war eine gelernte Stenotypistin, die seit Ende 1932 der KPD angehörte und mehrere Jahre lang im Untergrund für die Partei tätig gewesen war, bevor sie im Frühjahr 1935 nach Frankreich geflohen war. Bis 1939 arbeitete Miller in der tschechischen Organisation Solidarität in Prag. Nach der „Zerschlagung der Resttschechei“ durch das Deutsche Reich im Frühling 1939 setzte Miller sich über Polen nach Norwegen ab.

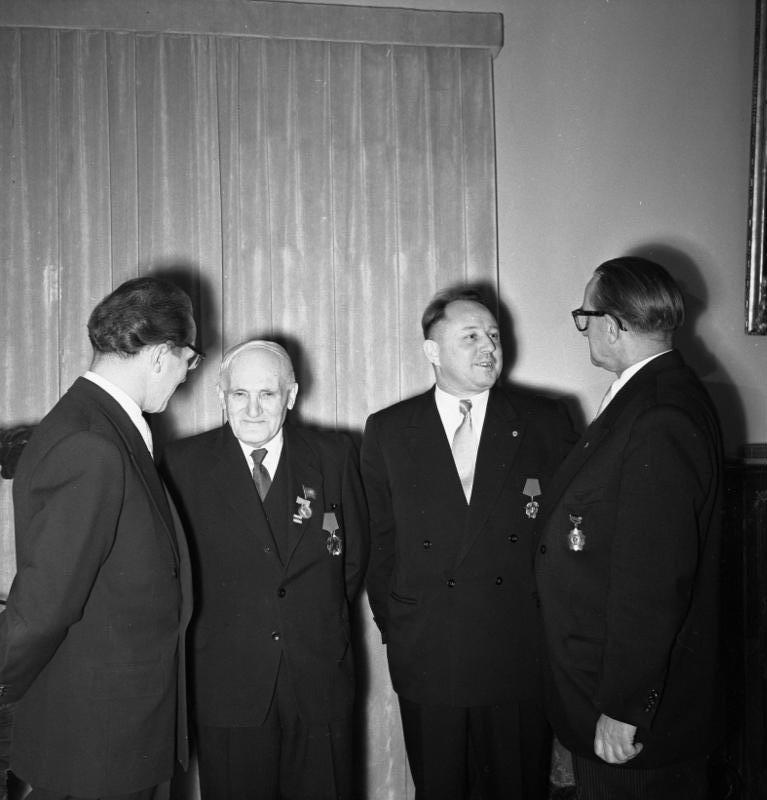
Josef Miller (2. von links) bei der Verleihung des Karl-Marx-Ordens 1957

Nachdem die Deutschen Anfang 1940 auch Norwegen besetzt hatten, ging er Ende April 1940 nach Schweden. Dort wurde er bis Ende des Jahres in einem Internierungslager verwahrt. Die folgenden Jahre verbrachte er in einem offenen Lager in Süd-Schweden, in dem er erstmals seit Jahren wieder als Schlosser arbeitete und die dortige KPD-Gruppe führte. Im Januar 1946 kehrte Miller nach Deutschland zurück. Dort wurde er wieder Mitglied der KPD und durch die Zwangsvereinigung von SPD und KPD Mitglied der Sozialistischen Einheitspartei Deutschlands (SED) – und Mitarbeiter des Zentralkomitees.
Von 1946 bis 1954 gehörte Miller der Zentralen Revisionskommission der SED an. Daneben war er Hauptreferent in der Personalpolitischen Abteilung des Parteivorstandes der SED. 1949 wurde Miller Leiter des Personalbüros der SED. Zusammen mit Paul Verner und dessen Frau Irma hatten er und Charlotte ein Wochenendhaus direkt am Zeesener See in Senzig.
Nachdem er 1952 Kritik an der Arbeit desselben geübt hatte, wurde er in den Ruhestand gezwungen und zum Direktor des Deutschen Museums in Berlin ernannt, das 1947 wiedereröffnet worden war.

## Ehrungen

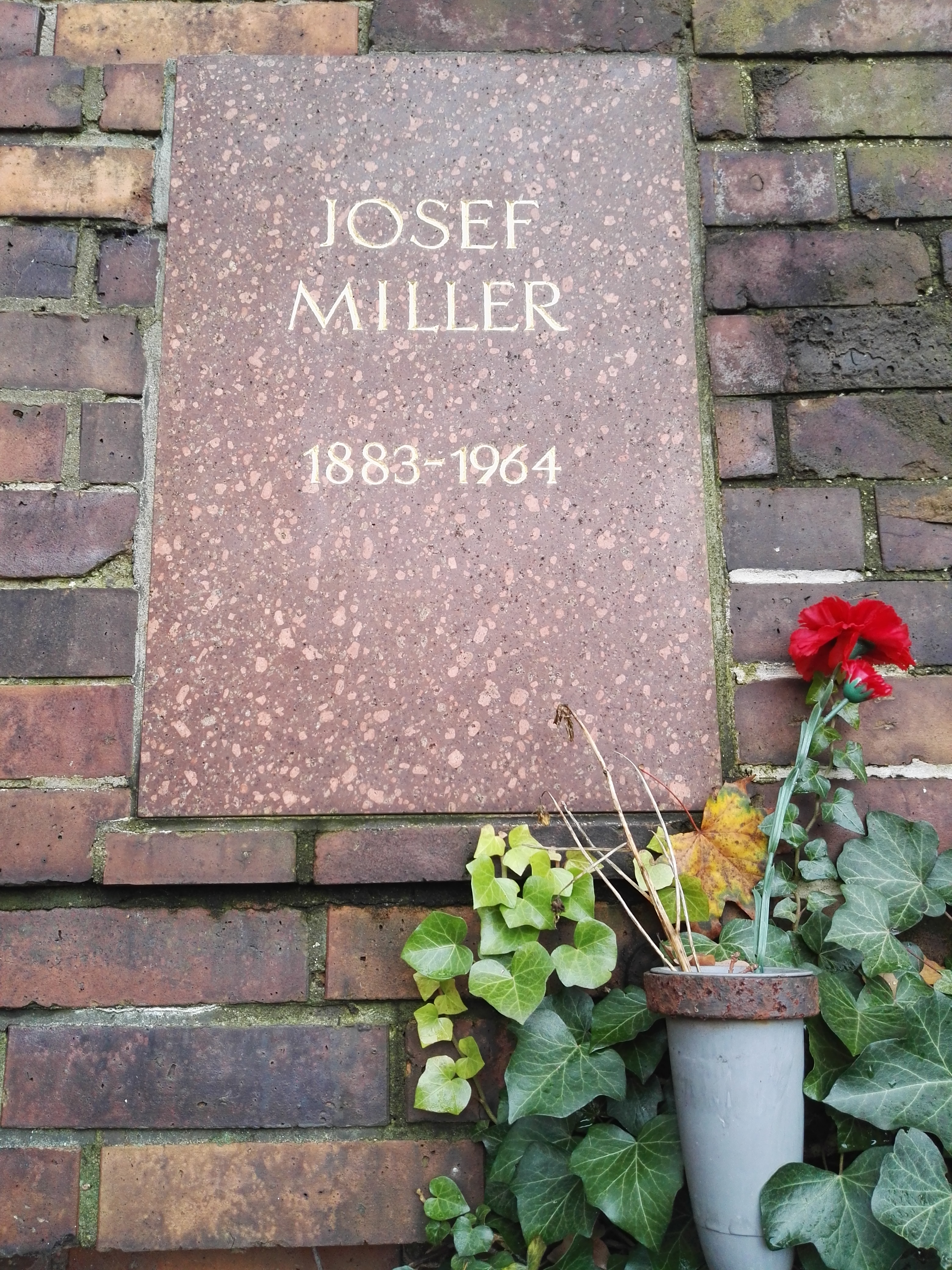
Grabstätte

1957 wurde er mit dem Karl-Marx-Orden ausgezeichnet. Nach seinem Tod 1964 wurde die Urne Millers in der Gedenkstätte der Sozialisten auf dem Zentralfriedhof Friedrichsfelde in Berlin-Lichtenberg beigesetzt.
Die Deutsche Post der DDR gab 1983 zu seinen Ehren eine Sondermarke in der Serie Persönlichkeiten der deutschen Arbeiterbewegung heraus.